# Yevgen Sokolovskiy
Yevgen „Jenia“ Wladimirowitsch Sokolovskiy (ukrainisch Євген Володимирович Соколовський Jewhen Wolodymyrowytsch Sokolowskyj; russisch Евгений „Женя“ Владимирович Соколовский Jewgeni „Schenja“ Wladimirowitsch Sokolowski; * 7. November 1978 in Odessa, Ukrainische SSR) ist ein in Düsseldorf wohnhafter ukrainischer Rennfahrer, Teammanager und Unternehmer. 2021 gewann Sokolovskiy die belgische Tourenwagen-Meisterschaft Belcar Endurance.
Sokolovskiy ist Eigentümer und Manager des Motorradsportteams Vector Racing, dass 2011 mit Jesco Günther die Internationale Deutsche Motorradmeisterschaft in der 600-cm³-Supersport-Klasse gewann. Er fuhr selber bis 2012 im Team Vector 24-7 GP Racing, wechselte 2018 nach einer Pause in den Tourenwagensport und startet seit 2020 in der NASCAR Whelen Euro Series.

## Jugend
Yevgen Sokolovskiy wuchs in der ukrainischen Sowjetrepublik in Odessa auf. Yevgen kam durch seinen Vater, dem ukrainischen Rallyefahrer Wladimir Sokolovskiy sehr früh zum Motorsport und startete bereits mit 8 Jahren in Juniorrennen.
Von 1995 bis 2000 studierte Yevgen an der Nationalen Wirtschaftsuniversität Odessa und schloss das Studium mit dem Magisterabschluss (Dyplom Magistra) als Wirtschaftsinformatiker ab.

## Motorradsport

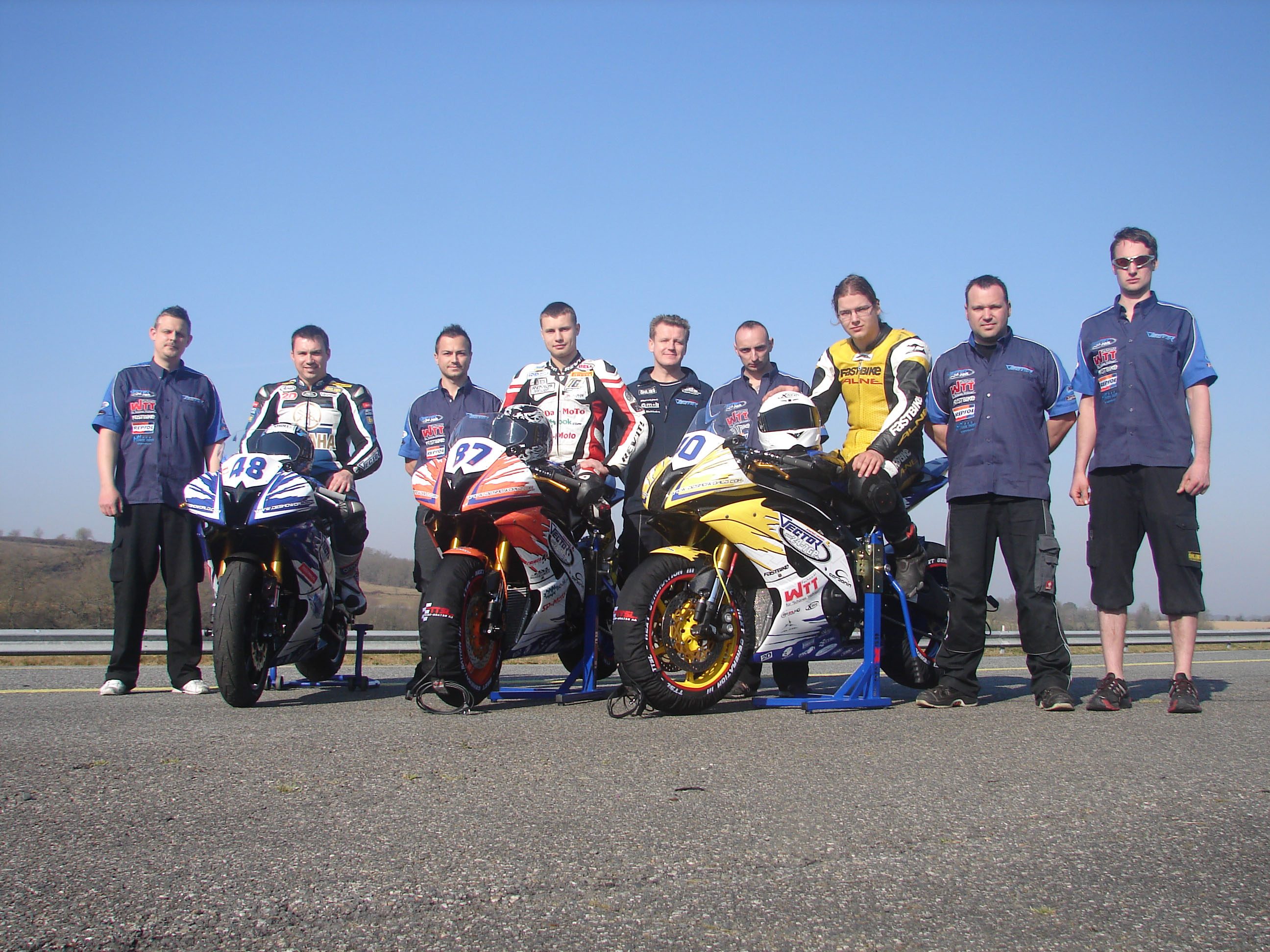
2012, Team Vector 24-7 GP, Thomas Helldobler, Konstantyn Pisarev und Sokolovkiy.

2003 bis 2009 fuhr Yevgen Sokolovskiy in der Supersport-600-Klasse in nationalen Meisterschaften in Russland und der Ukraine.
2009 bis 2011 startete Sokolovskiy im deutschen Yamaha-Cup. 2011 kamen Einsätze in der Superbike-Weltmeisterschaft und im deutschen DMV Rundstrecken Championship hinzu. Bei dem IDM-Finallauf 2011 auf dem Hockenheimring stürzte er schwer.
In der Saison 2012 startete Sokolovskiy wiederum in der IDM Supersport und im Rahmen der Superbike-Weltmeisterschaft in der Coppa dei Due Paesi Trophy, beendete aber zum Ende der Saison dann seine Zweiradkarriere.

## Teameigentümer und -manager

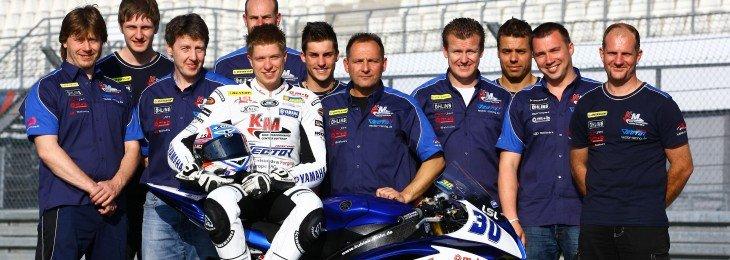
Team Vector Racing mit dem IDM-Meister 2011 Jesco Günther und Teammanager Sokolovskiy.

Sokolovskiy führte als Teambesitzer zusammen mit dem Teammanager Andrey Gavrilov das Motorrad-Sportteam Vector Racing.
Seit 2001 nahm das Team an verschiedenen Meisterschaften, bis zu Europa- und Weltmeisterschaftsläufen teil. 2006 stieg das Team in die Supersport-Weltmeisterschaft ein. 2008 holte Vladimir Ivanov auf einer Yamaha YZF-R6 für sein Team hinter Arne Tode den zweiten Platz in der IDM Supersport.
2009 ging Vector Racing mit Vladimir Leonov in der 250-cm³-Klasse der Motorrad-Weltmeisterschaft und in 2010 neu geschaffenen Moto2-Klasse an den Start.
In der Saison 2011 kam Vector Racing zurück in die IDM und gewann mit dem Fahrer Jesco Günther in der Klasse Supersport die Internationale Deutsche Motorradmeisterschaft (IDM).
Vector Racing entschloss sich nach der erfolgreichen Saison 2011 zwei Teams mit jeweils zwei Piloten für 2012 in der IDM Supersport an den Start zu bringen: Vector Bily KM Racing und Vector 24-7 GP Racing. Das Team konnte aber nicht mehr an die Erfolge der Vorjahre anschließen.

## Wechsel in den Tourenwagensport

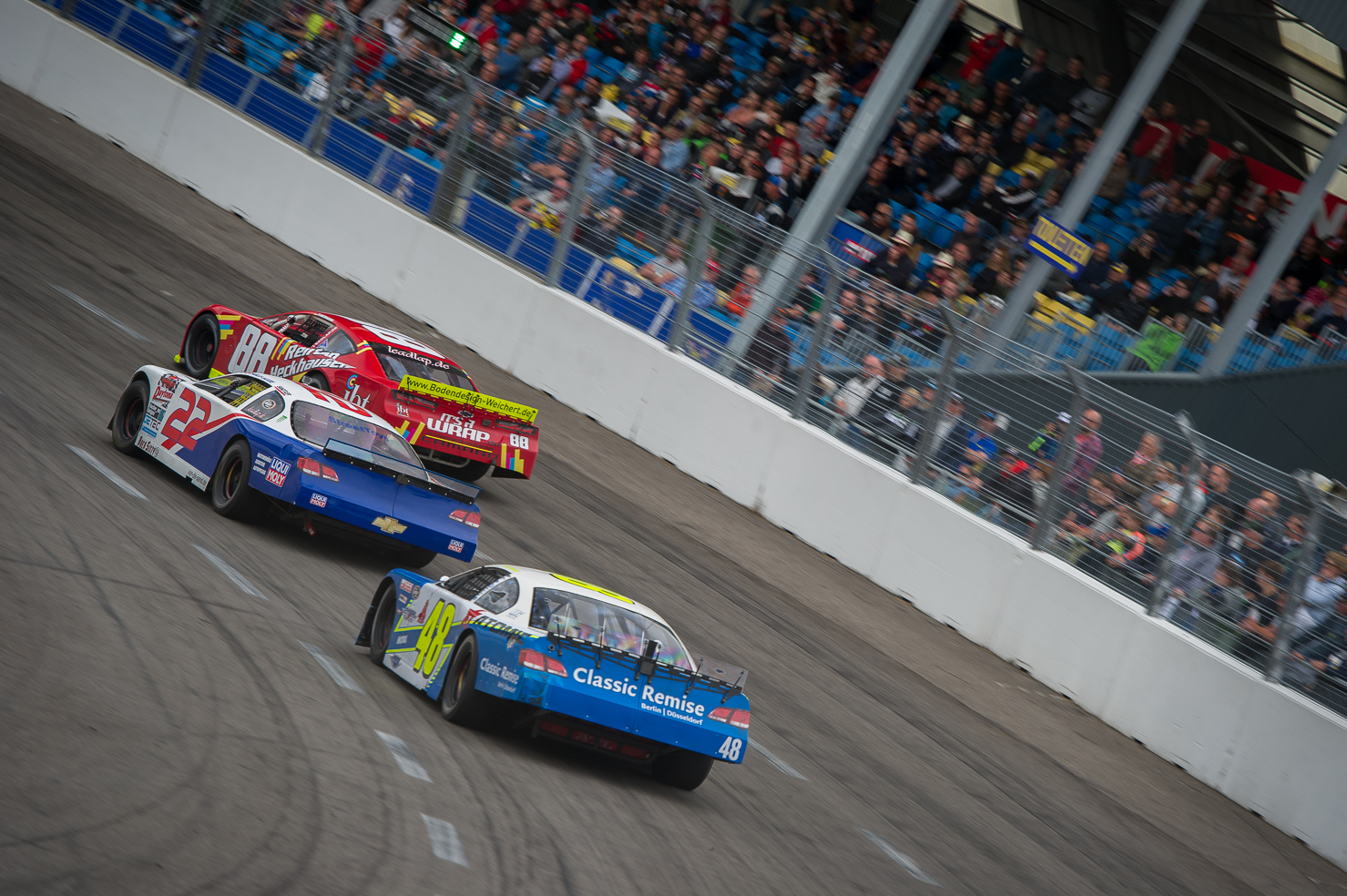
Start in der V8LM-Series auf dem Raceway Venray mit der Startnummer 48.

Nach einer Pause als aktiver Fahrer wechselte Yevgen Sokolovskiy 2018 in den Tourenwagensport. Er stieg in die europäische LMV8-Oval-Series (Late-Model-V8) ein und erreichte in der ASCAR-Klasse bereits in seinem Debütjahr den 2. Platz.
2019 wechselte mit einem neuen Fahrzeug in der LMV8-NASCAR-Klasse und konnte sich nach einer Eingewöhnung stets verbessern. Im Finale wurde Sokolovskiy in einen Hochgeschwindigkeitsunfall verwickelt und das 2019er Einsatzfahrzeug vollständig zerstört, Sokolovskiy konnte unverletzt aus dem Fahrzeug geborgen werden. Das 2020er neu aufgebaute LMV8-Fahrzeug wurde von der russischen Pop-Art-Künstlerin Sandra Kowalski entworfen.
2020 startete Yevgen Sokolovskiy neben der niederländischen LMV8-Series auch für das Team Marko Stipp Motorsport in der EuroNASCAR-PRO-Meisterschaft der NASCAR Whelen Euro Series und in der Challenger Trophy.
Wegen der Covid-19-Pandemie wurden auch die Rennen der NASCAR Whelen Euro Series ausgesetzt, und als Ergänzung die EuroNASCAR Esports Series gegründet. Platzierungen der SimRacing-Meisterschaft fließen erstmalig in einer Serie in die reale Meisterschaftswertung ein. Auch hier startet Yevgen Sokolovskiy mit dem identischen virtuellen Fahrzeug mit dem Team Marko Stipp Motorsport.
Seit der zweiten Veranstaltung 2020 startet Sokolovskiy auch noch zusätzlich dauerhaft in der NASCAR-2-Klasse.
2021 kam zur EuroNASCAR noch die belgische Tourenwagen-Meisterschaft, die Belcar Endurance Championship, hinzu. Hier wurden Yevgen Sokolovskiy mit Joël Uylenbroeck und dem ehemaligen belgischen Radsport-Meister Jurgen Van Den Broeck auf dem TCR-Audi RS3 LMS mit dem Team QSR-Racing belgischer Meister.
2022 startet Sokolovskiy bei den FIA Motorsport Games zusammen mit Ivan Peklin in der GT-Klasse für die Nationalmannschaft der Ukraine.

## Statistik

### Einzelergebnisse LMV8-Series
| Saison | Team          | Klasse  | Lauf (alle Raceway Venray)     | Lauf (alle Raceway Venray)            | Lauf (alle Raceway Venray)            | Lauf (alle Raceway Venray)            | Lauf (alle Raceway Venray)            | Lauf (alle Raceway Venray)            | Lauf (alle Raceway Venray)            | Lauf (alle Raceway Venray)            | Lauf (alle Raceway Venray)            | Punkte                                | Rang                                  | Rang                                  |
| Saison | Team          | Klasse  | 1                              | 2                                     | 3                                     | 4                                     | 5                                     | 6                                     | 7                                     | 8                                     | 9                                     | Punkte                                | Klasse                                | Gesamt                                |
| ------ | ------------- | ------- | ------------------------------ | ------------------------------------- | ------------------------------------- | ------------------------------------- | ------------------------------------- | ------------------------------------- | ------------------------------------- | ------------------------------------- | ------------------------------------- | ------------------------------------- | ------------------------------------- | ------------------------------------- |
| 2018   | Vektor Racing | ASCAR   | 3                              | 4                                     | 4                                     | 4                                     | 4                                     | 5                                     | 4                                     |                                       |                                       | 675                                   | 2.                                    | 11.                                   |
| 2019   | Vector Racing | ASCAR   | 2                              |                                       |                                       |                                       |                                       |                                       |                                       |                                       |                                       | 831                                   | 10.                                   | 12.                                   |
| 2019   | Vector Racing | Off Set |                                | 12                                    | 13                                    | 10                                    | 6                                     | 7                                     | 10                                    | DNF                                   |                                       | 831                                   | 10.                                   | 12.                                   |
| 2020   | Vector Racing | Off Set | 9                              | Saisonabbruch wegen Covid-19-Pandemie | Saisonabbruch wegen Covid-19-Pandemie | Saisonabbruch wegen Covid-19-Pandemie | Saisonabbruch wegen Covid-19-Pandemie | Saisonabbruch wegen Covid-19-Pandemie | Saisonabbruch wegen Covid-19-Pandemie | Saisonabbruch wegen Covid-19-Pandemie | Saisonabbruch wegen Covid-19-Pandemie | Saisonabbruch wegen Covid-19-Pandemie | Saisonabbruch wegen Covid-19-Pandemie | Saisonabbruch wegen Covid-19-Pandemie |
| 2021   | Vector Racing | Off Set | Einzelergebnisse nicht bekannt | Einzelergebnisse nicht bekannt        | Einzelergebnisse nicht bekannt        | Einzelergebnisse nicht bekannt        | Einzelergebnisse nicht bekannt        | Einzelergebnisse nicht bekannt        | Einzelergebnisse nicht bekannt        | Einzelergebnisse nicht bekannt        | Einzelergebnisse nicht bekannt        |                                       | 9.                                    | 13.                                   |

### Einzelergebnisse EuroNASCAR Pro
| Saison | Team                   | Lauf | Lauf | Lauf | Lauf | Lauf | Lauf | Lauf  | Lauf  | Lauf   | Lauf   | Lauf | Lauf | Punkte | Rang |
| Saison | Team                   | 1    | 2    | 3    | 4    | 5    | 6    | 7     | 8     | 9      | 10     | 11   | 12   | Punkte | Rang |
| ------ | ---------------------- | ---- | ---- | ---- | ---- | ---- | ---- | ----- | ----- | ------ | ------ | ---- | ---- | ------ | ---- |
| 2020   | Marko Stipp Motorsport | VAL  | VAL  | ZOL  | ZOL  | GRO  | GRO  | CRT I | CRT I | CRT II | CRT II |      |      | 278    | 14.  |
| 2020   | Marko Stipp Motorsport | 13   | 16   | 17   | 15   | 19   | 14   | 14    | 17    | 14     | 11     |      |      | 278    | 14.  |
| 2021   | Marko Stipp Motorsport | CRT  | CRT  | BRH  | BRH  | MOS  | MOS  | GRO   | GRO   | ZOL    | ZOL    | VAL  | VAL  | 271    | 12.  |
| 2021   | Marko Stipp Motorsport | 16   | 15   | 16   | 18   | 15   | 14   | 15    | 15    | 18     | 16     | 14   | 16   | 271    | 12.  |
| 2022   | Marko Stipp Motorsport | CRT  | CRT  | BRH  | BRH  | VAL  | VAL  | MOS   | MOS   | ZOL    | ZOL    | GRO  | GRO  | 179    | 24.  |
| 2022   | Marko Stipp Motorsport | 12   | 22   | 20   | 15   | 16   | 8    | 8     | 19    | 19     | DNF    |      |      | 179    | 24.  |
| 2023   | Marko Stipp Motorsport | CRT  | CRT  | BRH  | BRH  | VAL  | VAL  | MOS   | MOS   | OSC    | OSC    | ZOL  | ZOL  | 122    | 23.  |
| 2023   | Marko Stipp Motorsport |      |      | 18   | 24   |      |      |       |       |        |        | 17   | 12   | 122    | 23.  |

### Einzelergebnisse EuroNASCAR 2
| Saison | Team                   | Lauf | Lauf | Lauf | Lauf | Lauf | Lauf | Lauf  | Lauf  | Lauf   | Lauf   | Lauf | Lauf | Punkte | Rang |
| Saison | Team                   | 1    | 2    | 3    | 4    | 5    | 6    | 7     | 8     | 9      | 10     | 11   | 12   | Punkte | Rang |
| ------ | ---------------------- | ---- | ---- | ---- | ---- | ---- | ---- | ----- | ----- | ------ | ------ | ---- | ---- | ------ | ---- |
| 2020   | Marko Stipp Motorsport | VAL  | VAL  | ZOL  | ZOL  | GRO  | GRO  | CRT I | CRT I | CRT II | CRT II |      |      | 260    | 13.  |
| 2020   | Marko Stipp Motorsport |      |      | 13   | 8    | 12   | 12   | 13    | 11    | 15     | 12     |      |      | 260    | 13.  |
| 2021   | Marko Stipp Motorsport | CRT  | CRT  | BRH  | BRH  | MOS  | MOS  | GRO   | GRO   | ZOL    | ZOL    | VAL  | VAL  | 303    | 14.  |
| 2021   | Marko Stipp Motorsport | 10   | 10   | 12   | 15   | 8    | 17   | 12    | 15    | 11     | 10     | 17   | 12   | 303    | 14.  |

### Einzelergebnisse EuroNASCAR eSports Series
| Saison | Team                   | Lauf | Lauf  | Lauf | Lauf | Lauf | Lauf   | Lauf | Lauf | Punkte | Rang |
| Saison | Team                   | 0    | 1     | 2    | 3    | 4    | 5      | 6    | 7    | Punkte | Rang |
| ------ | ---------------------- | ---- | ----- | ---- | ---- | ---- | ------ | ---- | ---- | ------ | ---- |
| 2020   | Marko Stipp Motorsport | DAY  | BRH I | WGL  | ZAN  | IND  | BRH II | CHA  | ZOL  | 69     | 35.  |
| 2020   | Marko Stipp Motorsport | 13*  | DNF*  | 17*  | 28   | 11*  | 12*    | 22   | 22   | 69     | 35.  |
| 2021   | Marko Stipp Motorsport | DAY  | BRH   | WGL  | HOC  | ZOL  |        |      |      | 92     | 21.  |
| 2021   | Marko Stipp Motorsport | 11   | 13    | 19   | 17   | 32   |        |      |      | 92     | 21.  |

- *Ergebnis im Consolation Race

### Einzelergebnisse Belcar Endurance Championship: Touring Car Division
| Saison | Team       | Klasse | Lauf  | Lauf | Lauf  | Lauf   | Lauf   | Lauf    | Punkte | Rang |
| Saison | Team       | Klasse | 1     | 2    | 3     | 4      | 5      | 6       | Punkte | Rang |
| ------ | ---------- | ------ | ----- | ---- | ----- | ------ | ------ | ------- | ------ | ---- |
| 2021   | QSR Racing | TCR    | ZOL I | HOC  | SPA I | SPA II | ZOL II | ZOL III | 177,5  | 1.   |
| 2021   | QSR Racing | TCR    | 1     | 1    | 3     | 3      | 7      | 2       | 177,5  | 1.   |

### Einzelergebnisse in der ADAC GT4 Germany
| Saison | Team            | Lauf | Lauf | Lauf | Lauf | Lauf | Lauf | Lauf | Lauf | Lauf | Lauf | Lauf | Lauf | Punkte | Rang |
| Saison | Team            | 1    | 2    | 3    | 4    | 5    | 6    | 7    | 8    | 9    | 10   | 11   | 12   | Punkte | Rang |
| ------ | --------------- | ---- | ---- | ---- | ---- | ---- | ---- | ---- | ---- | ---- | ---- | ---- | ---- | ------ | ---- |
| 2021   | PROsport Racing | OSC  | OSC  | RBR  | RBR  | ZAN  | ZAN  | SAC  | SAC  | HOC  | HOC  | NÜR  | NÜR  | 0      | -    |
| 2021   | PROsport Racing |      |      |      |      |      |      |      |      | 28   | 27   | 20   | 17   | 0      | -    |
| 2022   | PROsport Racing | OSC  | OSC  | RBR  | RBR  | ZAN  | ZAN  | NÜR  | NÜR  | SAC  | SAC  | HOC  | HOC  | 5      | 41.  |
| 2022   | PROsport Racing | 24   | 20   | 21   | 11   | 25   | 19   | 22   | 24   | 24   | DNF  | 23   | 23   | 5      | 41.  |
| 2023   | PROsport Racing | OSC  | OSC  | ZAN  | ZAN  | NÜR  | NÜR  | LAU  | LAU  | SAC  | SAC  | HOC  | HOC  | 6      | 32.  |
| 2023   | PROsport Racing | DNF  | 24   | 21   | 24*  | 10   | 25   | 18   | DNF  | 22   | 19   | 22   | 24   | 6      | 32.  |

| Legende  | Legende            | Legende                                                          |
| Farbe    | Abkürzung          | Bedeutung                                                        |
| -------- | ------------------ | ---------------------------------------------------------------- |
| Gold     | –                  | Sieg                                                             |
| Silber   | –                  | 2. Platz                                                         |
| Bronze   | –                  | 3. Platz                                                         |
| Grün     | –                  | Platzierung in den Punkten                                       |
| Blau     | –                  | Klassifiziert außerhalb der Punkteränge                          |
| Violett  | DNF                | Rennen nicht beendet (did not finish)                            |
| Violett  | NC                 | nicht klassifiziert (not classified)                             |
| Rot      | DNQ                | nicht qualifiziert (did not qualify)                             |
| Rot      | DNPQ               | in Vorqualifikation gescheitert (did not pre-qualify)            |
| Schwarz  | DSQ                | disqualifiziert (disqualified)                                   |
| Weiß     | DNS                | nicht am Start (did not start)                                   |
| Weiß     | WD                 | zurückgezogen (withdrawn)                                        |
| Hellblau | PO                 | nur am Training teilgenommen (practiced only)                    |
| Hellblau | TD                 | Freitags-Testfahrer (test driver)                                |
| ohne     | DNP                | nicht am Training teilgenommen (did not practice)                |
| ohne     | INJ                | verletzt oder krank (injured)                                    |
| ohne     | EX                 | ausgeschlossen (excluded)                                        |
| ohne     | DNA                | nicht erschienen (did not arrive)                                |
| ohne     | C                  | Rennen abgesagt (cancelled)                                      |
| ohne     | keine WM-Teilnahme |                                                                  |
| sonstige | P/fett             | Pole-Position                                                    |
| sonstige | 1/2/3/4/5/6/7/8    | Punktplatzierung im Sprint-/Qualifikationsrennen                 |
| sonstige | SR/kursiv          | Schnellste Rennrunde                                             |
| sonstige | *                  | nicht im Ziel, aufgrund der zurückgelegten Distanz aber gewertet |
| sonstige | ()                 | Streichresultate                                                 |
| sonstige | unterstrichen      | Führender in der Gesamtwertung                                   |

## Sonstiges
Yevgen Sokolovskiy ist verheiratet und wohnt in Düsseldorf. Er leitet als Eigentümer und Geschäftsführer die Autohäuser AutoSL in Neuss und in der Classic Remise Düsseldorf.